# Unai Bustinza
Unai Bustinza Martínez (Bilbao, Vizcaya, 2 de febrero de 1992) es un exfutbolista español que jugaba de defensa. Formado en la cantera del Athletic Club, tuvo un paso destacado en las filas del CD Leganés.

## Trayectoria

### Inicios
Bustinza se unió a la cantera del Athletic Club en 2002, con solo diez años. Alcanzó el segundo filial bilbaíno de Tercera División, el Club Deportivo Basconia, en la temporada 2010-11. En mayo de 2011 fue promovido al Bilbao Athletic en Segunda División B. Fue titular habitual tanto de central como de lateral derecho. En la temporada 2012-13 consiguió anotar cinco goles, dos de ellos, en la eliminatoria de ascenso a Segunda División ante el Levante B.

### Athletic Club
El 15 de julio de 2014 fue subido al primer equipo del Athletic Club para la temporada 2014/15 Hizo su debut en la competición el 25 de octubre, al entrar como suplente en una victoria por 0-1 ante la UD Almería. Disputó la final de la Copa del Rey 2014-15 como titular, en la que el Athletic perdió contra el Barcelona, a pesar de que en toda la temporada, había jugado 133 minutos repartidos en tres partidos.

### C. D. Leganés
El 22 de julio de 2015 se hizo oficial su cesión para la temporada 2015-16 al Club Deportivo Leganés con el que consiguió el ascenso a Primera División. Jugó 17 partidos en toda la temporada, nueve de ellos en las últimas once jornadas, en una temporada marcada por las lesiones.
De cara a la temporada 2016-17, el Athletic Club rescindió su último año de contrato y el jugador firmó con el club madrileño hasta 2019. El 15 de febrero de 2018 fue elegido por los aficionados pepineros como mejor jugador del mes de enero del C. D. Leganés. Con el equipo madrileño disputó seis partidos de la Copa del Rey 2017-18, llegando a semifinales, después de haber eliminado al Real Madrid en el Estadio Santiago Bernabéu. El 21 de febrero marcó su primer gol en Primera División en una derrota, en Butarque, ante el Real Madrid por 1-3. El 8 de marzo volvió a ser reelegido como jugador del mes del club madrileño. El 18 de marzo marcó, de cabeza, su segundo gol en Primera División en la victoria ante el Sevilla por 2-1 en Butarque. En abril repitió premio, por tercera vez consecutiva, como mejor jugador del mes de marzo del equipo madrileño. Finalizó la temporada 2017-18 con 20 partidos jugados y 2 goles anotados. En la campaña 2018-19 continuó siendo titular en la zaga del C. D. Leganés, como central y capitán, en el esquema de tres centrales que propuso Mauricio Pellegrino.
La temporada 2019-20 fue la quinta de Bustinza en el C. D. Leganés, donde continuó afianzado como uno de los centrales titulares del club pepinero. En dicha temporada, el club madrileño sufrió el descenso de categoría. Sus dos últimos años los jugó en Segunda División, despidiéndose del club después de haber jugado con ellos 161 partidos.

### Málaga C. F. y S. D. Amorebieta
El 2 de julio de 2022 se hizo oficial su fichaje por el Málaga C. F. Estuvo una temporada en la que descendieron de categoría y, tras un tiempo sin equipo, en enero de 2024 firmó por la S. D. Amorebieta.En julio de 2024 decidió retirarse del fútbol profesional.

## Clubes
| Club             | País   | Periodo   | Partidos (goles) |
| ---------------- | ------ | --------- | ---------------- |
| C. D. Basconia   | España | 2010-2011 | 28 (2)           |
| Bilbao Athletic  | España | 2011-2014 | 83 (7)           |
| Athletic Club    | España | 2014-2015 | 4 (0)            |
| C. D. Leganés    | España | 2015-2022 | 161 (2)          |
| Málaga C. F.     | España | 2022-2023 | 12 (0)           |
| S. D. Amorebieta | España | 2024      | 17 (1)           |